# Adrian Rawlins
Adrian Justin Rawlins (ur. 27 marca 1958 w Stoke-on-Trent) – brytyjski aktor filmowy, telewizyjny i teatralny. Znany jest głównie z roli Arthura Kidda w filmie Kobieta w czerni, a także z roli Jamesa Pottera w serii filmów Harry Potter. Jako aktor zadebiutował w Royal National Theatre. Był nominowany do nagrody BIFA w kategorii najlepszy aktor drugoplanowy za film Wilbur chce się zabić (2002). W 2017 roku w filmie Czas mroku wcielił się w autentyczną postać naczelnego dowódcy bitwy o Anglię, Hugh Dowdinga.

## Filmografia
- 2019: Czarnobyl (Chernobyl) jako Nikołaj Fomin
- 2017: Czas mroku (Darkest Hour) jako Hugh Dowding
- 2014: Anioł Śmierci (The Woman in Black: Angel of Death) jako doktor Rhodes
- 2011: Intruzi (Intruders) jako inspektor policji
- 2011: Harry Potter i Insygnia Śmierci, Część 2 (Harry Potter and the Deathly Hallows, Part 2) jako James Potter
- 2009: Agatha Christie: Panna Marple (Agatha Christie's Marple) jako Derek Turnbull
- 2007: Harry Potter i Zakon Feniksa (Harry Potter and the Order of the Phoenix) jako James Potter
- 2005: Harry Potter i Czara Ognia (Harry Potter and the Goblet of Fire) jako James Potter
- 2005: Ostatnie wyzwanie (Ahead of the Class) jako Tony Mackersie
- 2004: Dunkierka (Dunkirk) jako Kapitan Bill Tennant RN
- 2004: Harry Potter i więzień Azkabanu (Harry Potter and the Prisoner of Azkaban) jako James Potter
- 2002: Wilbur chce się zabić (Wilbur Wants to Kill Himself) jako Harbour
- 2002: The Stretford Wives jako Frank Foster
- 2002: Harry Potter i Komnata Tajemnic (Harry Potter and the Chamber of Secrets) jako James Potter
- 2001: Bubbles
- 2001: Mój brat Tom (My Brother Tom) jako Jack
- 2001: Harry Potter i Kamień Filozoficzny (Harry Potter and the Philosopher's Stone) jako James Potter
- 2000: Blood jako Carl Dyson
- 2000: Dalziel and Pascoe: Cunning Old Fox jako Henry Crayford
- 1999: An Evil Streak jako Christopher Clarkson
- 1999: Forgotten jako Oliver Fraser
- 1996: Przełamując fale (Breaking the Waves) jako doktor Richardson
- 1996: Different for Girls jako Mike Rendell
- 1995: Tears Before Bedtime jako David Baylis
- 1992: Running Late jako Michael Mitchum
- 1991–1997: Soldier Soldier jako Major Tim Radley (1993)
- 1989: Kobieta w czerni (The Woman in Black) jako Arthur Kidd
- 1985: Rewolucja (Revolution) jako Bill
- 1985: Sąsiedzi (Neighbours) jako Pan Pike (1988)

### Gościnnie
- 2010: Wyklęci (Misfits) jako Dave
- 2008: Doktor Who (Doctor Who) jako doktor Ryder
- 2007: Milczący świadek (Silent Witness) jako Alan Eckhert
- 2002: Tajniacy (Spooks) jako Andrew Forrestal
- 1999: Badger jako Aidan Fletcher
- 1999: Szpital Holby City (Holby City) jako Chris Eastwood
- 1997: Morderstwa w Midsomer (Midsomer Murders) jako Adam Keyne
- 1993–1996: McGregorowie (Snowy River: The McGregor Saga) jako obnośny handlarz